# James E. Darnell

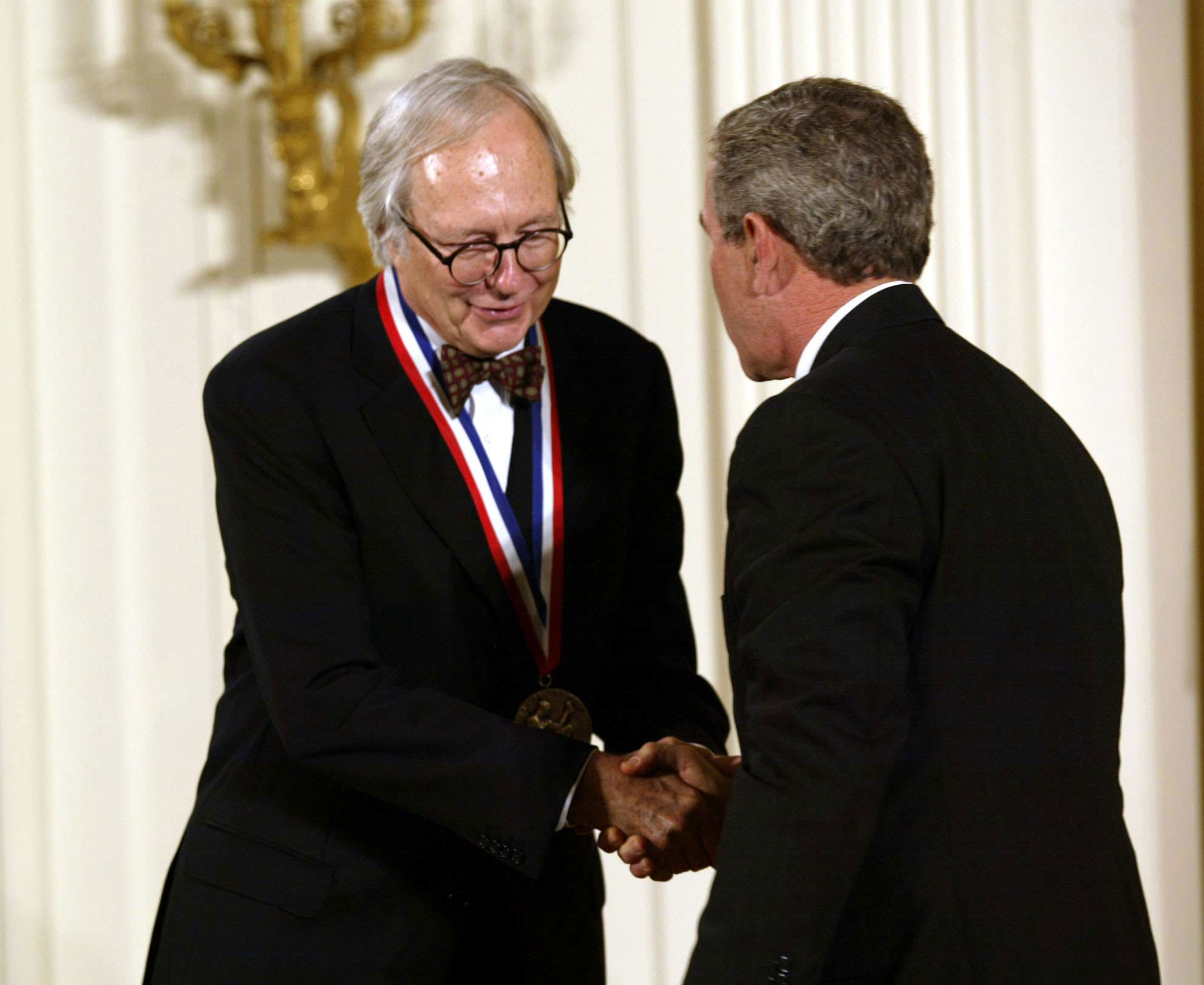
James E. Darnell erhält eine National Medal of Science 2002 von George W. Bush (6. November 2003)

James Edwin Darnell, Jr. (* 9. September 1930 in Columbus, Mississippi) ist ein US-amerikanischer Zellbiologe und Professor an der Rockefeller University in New York City.

## Leben
Darnell erwarb 1955 an der Washington University in St. Louis, Missouri, einen M.D.; erste Forschungsarbeiten zum Poliovirus erbrachte er bei Harry Eagle am National Institute of Allergy and Infectious Diseases, einer Einrichtung der National Institutes of Health, weitere bei François Jacob am Institut Pasteur in Paris. Akademische Positionen führten ihn an das Massachusetts Institute of Technology in Cambridge, Massachusetts, das Albert Einstein College of Medicine in New York City und die Columbia University, ebenfalls in New York City. 1974 übernahm er eine Professur für Zellbiologie an der Rockefeller University in New York City.

## Wirken
Darnells Forschungsschwerpunkte liegen im Bereich der Signaltransduktion und der Virus-Replikation. Darnell erbrachte 1962/1963 erste Nachweise für RNA-Prozessierung, 1971 konnten er und seine Kollegen Ereignisse definieren, die zur Bildung von mRNA, rRNA und tRNA führen. Entdeckte den JAK-STAT-Signalweg zwischen Zelloberfläche und Zellkern. Er benutzte Interferone als Modell-Zytokin.
Darnell gilt als Förderer des wissenschaftlichen Nachwuchses. Er konnte an seiner Hochschule, der Rockefeller University, zahlreiche Juniorprofessuren etablieren, viele dieser Juniorprofessoren erhielten später ordentliche Professuren oder andere Lebenszeit-Stellungen.
Seit 2014 zählt ihn Thomson Reuters aufgrund der Zahl seiner Zitationen zu den Favoriten auf einen Nobelpreis (Thomson Reuters Citation Laureates).

## Auszeichnungen (Auswahl)
- 1973 Mitglied der American Academy of Arts and Sciences[2]
- 1973 Mitgliedschaft in der National Academy of Sciences
- 1979 Howard Taylor Ricketts Award
- 1986 Gairdner Foundation International Award[3]
- 1994 Keith R. Porter Lecture
- 1996 Ausländisches Mitglied der Royal Society[4]
- 1997 Passano Award[5]
- 1998 E. B. Wilson Medal
- 1999 Dickson Prize in Medicine[6]
- 1999 William B. Coley Award[7]
- 2002 National Medal of Science[8]
- 2002 Albert Lasker Special Achievement Award[9]
- 2004 Ausländisches Mitglied der Königlich Schwedischen Akademie der Wissenschaften[10]
- 2012 Albany Medical Center Prize[11]
- 2013 Mitglied der American Philosophical Society